# Oriflamme
Oriflamme (von lateinisch aurea flamma „Goldflamme“ oder „Goldfeuer“) ist die vom 12. bis zum Anfang des 15. Jahrhunderts geführte Reichs- und Kriegsfahne der französischen Könige. Sie ist das Kirchenbanner der Abtei Saint-Denis und wurde im Mittelalter vor dem König in der Schlacht hergetragen, um die Anwesenheit des heiligen Dionysius von Paris zu symbolisieren.

Oriflamme

## Gestaltung
In mittelalterlichen Darstellungen variiert das Aussehen der Oriflamme. Mal wird sie als einfaches rotes Banner, mal mit einer goldenen Sonne sowie Flammen und Sternen oder auch mit dem Schriftzug S.DENIS dargestellt. Auf dem heute in Saint-Denis zu sehenden roten Banner sind neben einem goldenen Kreuz die Schriftzüge MONTJOIE und ST-DENIS aufgetragen. Es wird häufig vermutet, dass die Oriflamme mit dem Banner Kaiser Karls des Großen, dem Montjoie, identisch war.
Seit dem Jahr 2010 zeigt der Louvre in Paris in einem großen Saal die 3 mal 3 Meter große rückwärtige Partie eines Thronbaldachins, der wahrscheinlich bei der Krönung Karls VII. im Jahre 1429 in Reims Verwendung fand. Der Teppich zeigt eine goldgestickte, zwölfstrahlige Oriflamme auf einem roten Grund, der mit 60 geraden Strahlen und 72 goldenen Sternen verziert ist. Darunter schweben zwei Engel, die eine Krone mit Lilienkranz mit sich führen.

## Geschichte
Unter den fränkischen Königen der Karolinger und der frühen Kapetinger diente zunächst das graublaue Banner der Abtei Saint-Martin von Tours (Chape de St. Martin – Mantel des heiligen Martin) als bevorzugtes Erkennungszeichen auf dem Schlachtfeld. Nachdem aber im Jahr 1077 ein Teil der Grafschaft Vexin (Vexin français) an die Krone gefallen und damit die Schutzherrschaft über die Abtei Saint-Denis durch die Könige übernommen worden war, begann die ideologische Verbindung zwischen den beiden Institutionen. Gefördert wurde dies durch die Tatsache (bzw. Legende), dass der heilige Dionysius von Paris der himmlische Schutzpatron Frankreichs war und somit als natürlicher Verbündeter des französischen Königs gelten konnte.
Erstmals wurde die Oriflamme in der Schlacht von Brémule 1119 geführt. Dort erlitt König Ludwig VI. der Dicke allerdings eine Niederlage gegen den englischen König Heinrich I. Beauclerc. Einer der engsten Freunde und Ratgeber Ludwigs VI. war der Abt Suger von Saint-Denis, der die ideologische Nähe seiner Abtei zum Königtum gefördert hatte. Im Jahr 1124 konnte Ludwig VI. die Oriflamme zu einem ersten Sieg führen, als er mit einem Heer gegen Kaiser Heinrich V. zog, der sich angesichts der Übermacht bei Metz kampflos zurückzog.
Den wohl größten Sieg erlebte das Banner in der Schlacht bei Bouvines 1214, wo König Philipp II. August gegen Kaiser Otto IV. siegte. Das Banner wurde dabei von den französischen Kommunalmilizen getragen.
Am 12. Juni 1248 nahm König Ludwig IX. das Banner aus den Händen des Legaten Odo von Châteauroux entgegen, um es auf den sechsten Kreuzzug zu führen. Jean de Joinville berichtete vom Verlust des Banners bei der Landung des Kreuzfahrerheeres an der Küste Ägyptens 1249.
Bei der Niederlage in der Schlacht der goldenen Sporen gegen die Flamen 1304 wurde sie erneut getragen, anschließend von dem Marschall Miles de Noyers bei den Siegen in den Schlachten von Mons-en-Pévèle 1304 und Cassel 1328. In den großen Schlachten des Hundertjährigen Krieges wurde sie ebenfalls getragen, allerdings endeten diese Schlachten für Frankreich stets in verheerenden Niederlagen. Dabei verloren auch die Bannerträger ihr Leben: bei Crécy 1346 war es Guy de la Trémoille und bei Poitiers 1356 der Ritter Geoffroy de Charny. Zwischen den Jahren 1372 und 1382 amtierte der Baron Pierre de Villiers de l’Isle-Adam als Bannerträger, dabei führte er vermutlich die Oriflamme 1382 in der siegreichen Schlacht bei Roosebeke. Bei der vernichtenden Niederlage in der Schlacht von Azincourt (25. Oktober 1415) fand die Oriflamme das letzte Mal Verwendung als Kriegsbanner. Ihr Träger, der Ritter Guillaume Martel, wurde getötet.
Danach verblieb das Banner im Fundus der Abtei Saint-Denis. Talleyrand berichtete, dass die Oriflamme, neben anderen traditionellen Symbolen des Königtums, anlässlich des Föderationsfestes 1790 das letzte Mal der Öffentlichkeit präsentiert wurde. Dort sollte eine symbolische Verbindung des Ancien Régime mit der durch die französische Revolution geschaffenen neuen Ordnung begangen werden. Angeblich fand das Rot des Banners Aufnahme in die Trikolore der französischen Republik, während das Blau von der Chape de St. Martin und das Weiß von der Flagge der Bourbonen stammte. 